# 红色新月蕨
红色新月蕨（学名：Pronephrium lakhimpurense）为金星蕨科新月蕨属下的一个种。